# Фајв Роркс (Јужна Каролина)
Фајв Роркс (енгл. Five Forks) насељено је место без административног статуса у америчкој савезној држави Јужна Каролина.

## Демографија
По попису из 2010. године број становника је 14.140, што је 6.076 (75,3%) становника више него 2000. године.
| Група             | 2000.         | 2010.          |
| Белци             | 7.215 (89,5%) | 11.927 (84,3%) |
| Афроамериканци    | 372 (4,6%)    | 771 (5,5%)     |
| Азијати           | 200 (2,5%)    | 616 (4,4%)     |
| Хиспаноамериканци | 188 (2,3%)    | 597 (4,2%)     |
| Укупно            | 8.064         | 14.140         |